# 유타랍토르
유타랍토르(Utahraptor)는 중생대 백악기 전기(약 1억 3,000만년-1억 2000만년 전), 오늘날의 미국에 살았던 수각류 공룡의 일종이다. 학명은 미국 유타주에서 발견되어 ‘유타의 도둑’라는 의미에서 명명되었다. 간혹 학명을 '유타랍토르 오스트롬마이소룸'이라고 하기도 하는데, 이는 잘못된 표현이며, 원래대로라면 '유타랍토르 오스트롬마이시'가 맞는 표현이다.

## 형태
몸 전체 길이는 5.5m이고,무게는 700~800kg나 나가며, 드로마에오사우루스과(Dromaeosauridae) 중에서도 최대급 공룡에 속한다. 전체적인 체형은 데이노니쿠스(Deinonychus)같은 전형적인 드로마에오사우루스과 보다는 다부지고 육중한 체형을 가지고 있었다. 뒷다리에 붙어 있는 갈고리 모양의 발톱은 길이가 20cm에 달한다. 다리는 비율상 타 드로마이오사우리드보다 짧고, 아래턱이 약간 휘어있다는 특징이 있다. 큰 덩치에도 온몸이 깃털로 덮여 있었다고 추정된다.

## 생태
유타랍토르의 무리사냥 여부는 확실하지 않다. 덩치가 크기 때문에 단독사냥을 했을 것이라고 추정하기도 하고, 무리사냥을 했다고도 추정된다. 먹이로는 소형 동물들과 중대형 초식공룡을 사냥했다. 또한 타 드로마에오사우루스과와는 다르게, 신체가 호리호리하지 않고 꽤 육중한 축에 속하며, 다른 종들보다 현저히 느렸을 것 으로 추정된다. 대신에 커다란 갈고리 발톱이나 두꺼운 다리뼈는 사냥감을 재빠르게 습격을 하여 도망가지 못하게 고정하는 데에 적합하였다.

## 사진

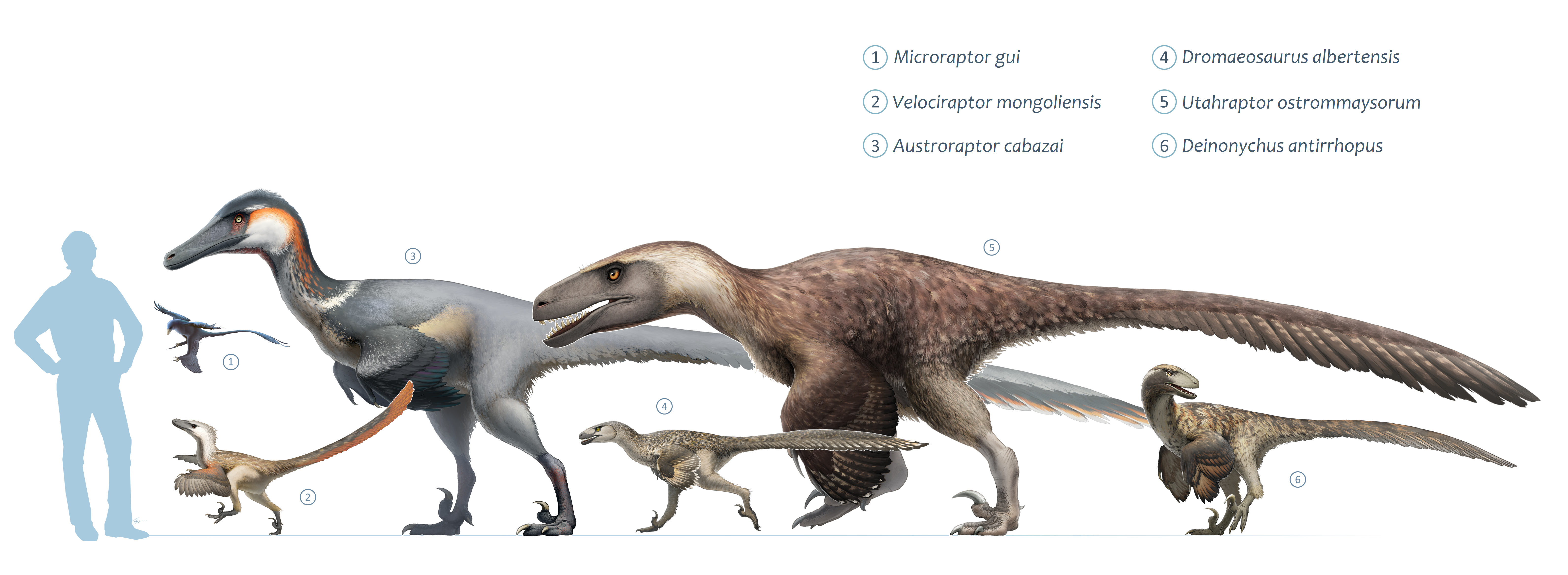
사람과 크기 비교
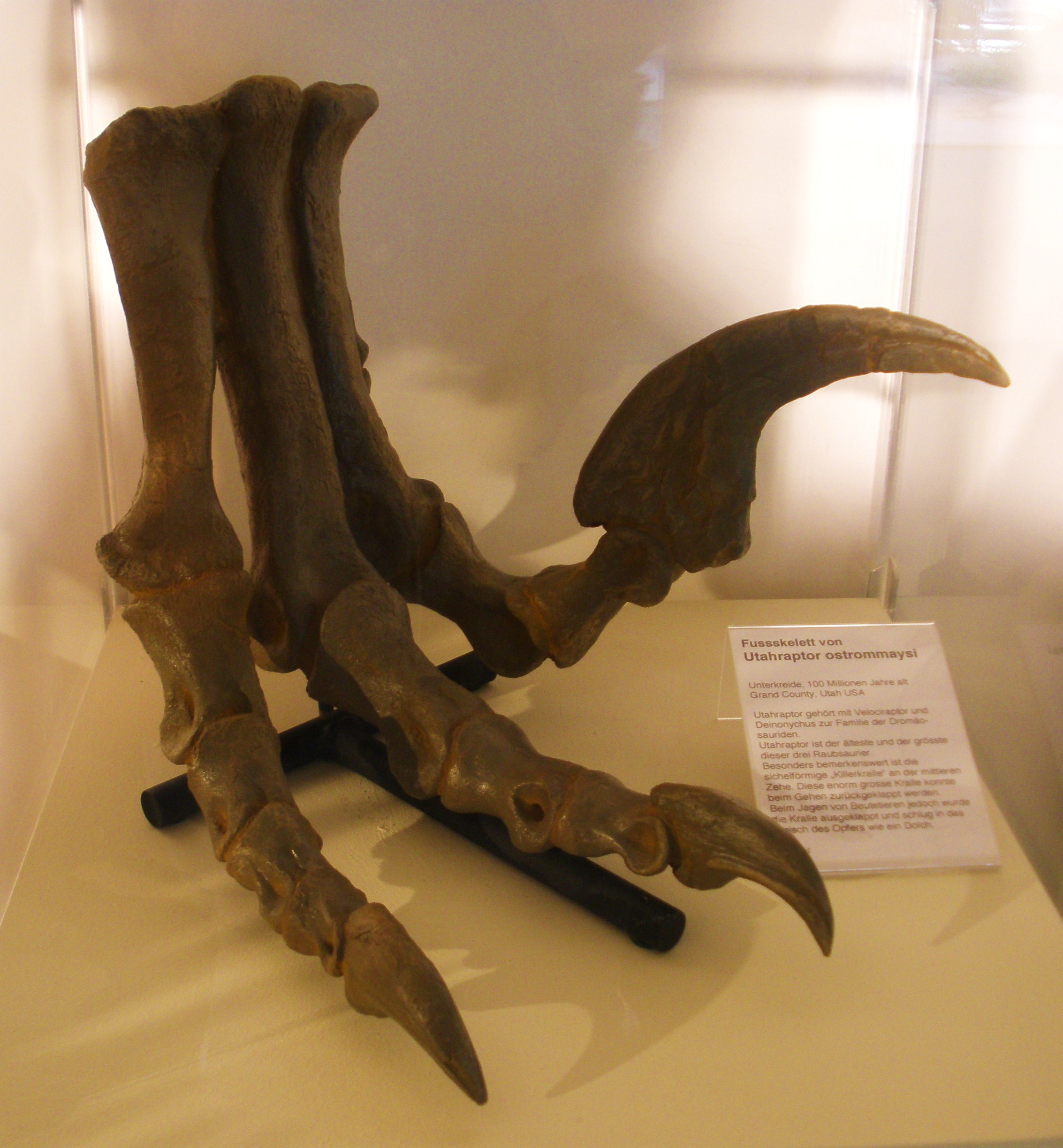
뒷다리 갈고리 발톱

1. ↑  “raptŏr - ONLINE LATIN DICTIONARY”. 《Online Latin Dictionary》.
2. ↑  Costa, T. V. V.; David, N. (2019). “Commentaries on different uses of the specific epithet of the large dromaeosaurid Utahraptor Kirkland et al., 1993 (Dinosauria, Theropoda)”. 《The Bulletin of Zoological Nomenclature》 76 (1): 90−96. doi:10.21805/bzn.v76.a028. S2CID 166691677.
3. ↑  Paul, Gregory S. (2016). 《The Princeton Field Guide to Dinosaurs》 2판. Princeton, New Jersey: Princeton University Press. 151쪽. ISBN 9780691167664.